# Zsáka
Zsáka is een plaats (nagyközség) en gemeente in het Hongaarse comitaat Hajdú-Bihar. Zsáka telt 1717 inwoners (2001).